# András calabriai herceg
András, más néven Endre (1327. november 30. – Aversa, 1345. szeptember 18.) calabriai herceg, I. Károly magyar király fia, I. Johanna nápolyi királynő férje.
A hatodik életévében járó herceget apja 1333-ban dinasztikus célból Nápolyba vitte és ott Róbert nápolyi király gyámsága és védelme alá helyezte. Az idegen udvarban nevelkedett herceg 15 éves korában lépett házasságra Johannával, Róbert unokájával. Róbert nápolyi király halála után András a nápolyi udvarban felszínre törő hatalmi törekvések áldozatává vált. A magyar királyi ház határozott és áldozatos fellépési kísérletei akaratlanul is tragédiához vezettek.
                                    Lassan nyilik závár, kilincs,

                                    Világ gyúlad, meg ellobog…

                                    Jobbra, balra oldalganak

                                    A latrok, gyilkosok.
Az előzetesen kitervelt és Aversában végrehajtott gyilkosságnál a korabeli költő, Petrarca szerint gonoszabbat a görög drámaírók fantáziája sem tudott kigondolni. A 18. évében járó András halála súlyos következmények – diplomáciai bonyodalmak, pápai vizsgálat, kivégzések, bosszúhadjáratok – sorozatát indította el. A magyar királyi ház által bűnrészességgel vádolt nápolyi királynő ellen nem indult vizsgálat.
                                    S neje tovább alszik. Sólyma

                                    Viraszt András teteminél;

                                    Eldöglik a madár, - a nő

                                    Késő vénségig él!
Az eseményekről egymásnak ellentmondó krónikák adtak tudósítást.

## Származása, rokonai
Édesapja I. Károly (1288–1342) magyar király, édesanyja Piast Erzsébet (1305–1380) magyar királyné. Bátyja Nagy Lajos (1326–1382) magyar király, öccse István (1332–1354) szlavón-dalmát herceg. Másik két bátyja Károly és László még kiskorukban meghaltak. 1333. szeptember 26-án eljegyezték Johannával a későbbi nápolyi királynővel, 1342-ben kötötték meg a házasságot. Egyetlen gyermekük Martell Károly született, aki a nevét dédapja, Martell Károly után kapta.

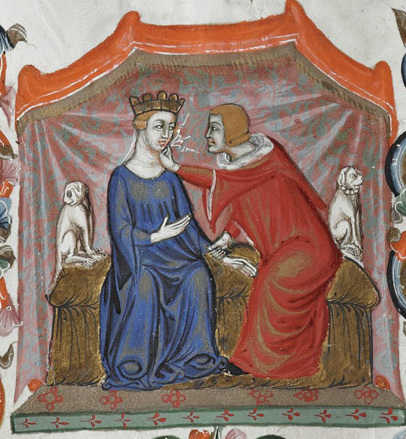
András és Johanna

## Élete

### Születése, magyarországi gyermekévei
A Thuróczi-krónika tudósítása szerint 1327. április 1-jén a fehérvári székesegyház tetőzete – egyetlen harangtorony kivételével – teljesen leégett. Az épület tetőzetének helyreállításáról és ólommal fedéséről maga a király, Károly Róbert intézkedett.
Ugyanebben az évben Szent András apostol ünnepén – ugyanezen királynak – fia született, akit Andrásnak nevezett el.
Gyermekéveit valószínűleg Visegrádon töltötte, a hercegek – Lajos és András – nevelői Drugeth Miklós és Kenesich Miklós voltak. A király visegrádi vár alatti házában, 1330. április 17-én Záh Felicián a királyi család ellen merényletet kísérelt meg, a sikertelen merénylet során a hercegeket védelmező két Miklós is „halálos” sebet kapott.
Az Úr ezerháromszázharmincharmadik évében, július hónapban a király elindult Visegrádról a hatéves András fiával együtt, és derék katonáinak kíséretében Zágrábon keresztül a tengeren túlra ment, hogy fiát a pápa úrnak, tudniillik XXII. Jánosnak akaratából, és a dicsőséges Róbertnak, Szicília királyának ösztönzésére és kérésére ugyanennek az országnak a királyává koronázza.

### Sorsának alakulását meghatározó események

#### A Nápolyi Királyság öröklési rendje – kettős királyság gondolata
Anjou Károly Provence hercege és IV. Orbán pápa megbízottai által képviselt szentszék között, az 1264 nyarán létrejött hűbéri szerződés a Szicíliai Királyság örökösödési rendjét is meghatározta. Anjou Károly – I. Károlyként – 1265. június 28-án kezdte meg hivatalos uralkodását, ekkor a megegyezés okmányait újra aláírta és esküvel is megerősítette. Az öröklési rend szerint az elsőszülött kizárja az utóbb születettet, a fiú pedig kizárja a leányt.
II. Károly és Árpád-házi Mária elsőszülött fia Martell Károly, 1295 őszén járvány áldozata lett, így a trón jogos örökösévé ekkor hétéves fia Károly "Ubert" (Károly Róbert) lépett előre. Nagyapja azonban a nápolyi trón örököseként Róbertet (Bölcs Róbert) – harmadszülött fiát - jelölte meg, végrendeletében pedig Róbert és fiai elhalálozása esetére, Róbert legidősebb élő öccsének – Fülöp Tarantó és Achaja hercege – ágát jelölte ki. Sánta Károly 1309. május közepén bekövetkezett halálát követően, az időközben magyar királlyá lett Károly Róbert trónigényét bejelentette. A trónöröklés kérdése V. Kelemen pápa elé került, aki az 1309. augusztus 1-jén tartott konzisztóriumon – tapasztaltabb uralkodó szükségességére hivatkozva – Róbert mellett foglalt állást. Az ügy ezzel nem zárult le, mert 1312-ben – az aragón király követe szerint – Róbert már a magyar király fegyveres fellépésétől tartott, aki 1317-ben és 1323-ban még a Salernói Hercegségre vonatkozó igényével is fellépett.
Róbert nápolyi király fia és örököse, Károly Calabria hercege 1328. november 10-én meghalt, két kiskorú leánygyermeket hagyva maga után, Johannát és Máriát. Bölcs Róbert a nápolyi trónt – apja végrendelete ellenére - lányunokái számára igyekezett biztosítani, célja eléréséhez a megfelelő támaszt és szövetségest a jog szerinti örökösben, Károly Róbertben látta.
A házasság szervezését a két idősebb gyermek Lajos és Johanna között már 1330-ban elindította, amely egyben a kettős királyság létrehozásának valós lehetőségét is jelentette. XXII. János 1331. január végén Sancia nápolyi királynéhoz írt levelében arra vonatkozó utalás is található, hogy a házasságot maga a pápa javasolta - ez egyben a kettős királyság tervének pápa általi támogatottságát is igazolja. 1331 elején Avignonban, a magyar király követe a házassági tárgyalások magyar oldalról történt felfüggesztéséről értesíti a pápát. Ennek okaként Károly Róbert a salernói hercegségre és a Monte Sant’Angeló-i uradalomra való elsődleges igényét jelölte meg, melyek apai örökségként megilletik. A pápa, 1331. február 15-én Károly Róberthez írt levelében nehezményezte a magyar király merev álláspontját és felszólította, hogy a kereszténység és dinasztiája érdekeit képviselve álljon el örökösödési igényeitől, és mielőbb hozza létre a házasságot. XXII. János ugyanekkor, a királyné és további öt báró közbenjárását is kérte a cél eléréséhez.
1332 elején Valois Fülöp francia király – a pápához írt levelében – a két nápolyi hercegnő, nővérének Valois Katalinnak – I. Tarantói Fülöp özvegyének – fiaival történő házasságára kért engedélyt. A pápa válaszában azt közölte, hogy ebben az ügyben már nem tehet semmit, mivel Róbert király kérésére már kiadta a diszpenzációt a magyar király fia és Johanna házasságkötéséhez. A pápa ugyanekkor a nápolyi királynál a magyar házasság megkötését sürgette.
A magyar király követe Piacenzai Jakab királyi kápolnaispán és pozsonyi prépost 1332 tavaszán érkezett Nápolyba, feladata a házasságra vonatkozó szerződés megkötése volt, amelyben, arra az esetre ha a nagykorúság elérése előtt valamelyik fél elhalálozna, kikötötték, hogy annak helyére fiatalabb testvérének – András illetve Mária – kell lépnie. A szerződést a pápa 1332. június 30-án hagyta jóvá. Ezt megelőzően, még június 16-án azonban már kibocsátott egy bullát, amely a magyar király két fiának a két nápolyi hercegnő eljegyzésére adta meg az engedélyt. Augusztus 20-án a pápa új diszpenzációt adott ki, ami ekkor már – név szerint nem megjelölt – egy hercegre és egy hercegnőre vonatkozott, de hamarosan ezt is érvénytelenítették. Ugyanis az időközben a pápához megérkezett megbízólevél – amit a magyar király Piacenzai Jakab részére kiállított – két eljegyzés megkötésére vonatkozott. Így az 1332 tavaszán megkötött eljegyzés érvénytelenné vált. A tárgyalások bizonyára tovább folytatódtak, a pontos részletekről nincs tudósítás.

#### András és Johanna eljegyzése - házassága
A magyar király személyes bekapcsolódása már 1331-ben felvetődött, Róbert pedig már az év tavaszán előkészületeket tett a Nápolyban történő fogadására. A következő évben Károly Róbert el is indult Nápolyba, de Fehérvárról betegsége miatt visszatért Visegrádra. A nápolyi király 1333. április 27-én kiadott rendeletében hajók felszereléséről intézkedett, a szlavón partokhoz küldött hajóknak 600 ló átszállítására kellett alkalmasnak lenniük. Károly Róbert 1333 júliusában indult el újra Visegrádról, az előkészületekkel Csór Tamást bízta meg - aki ekkor már András herceggel Zenggben tartózkodott. A magyar király indulásáról és visszaérkezéséről a Thuróczi-krónika is tudósít, mely szerint a király kíséretében Telegdi Csanád esztergomi érsek Báthori András váradi püspök Piacenzai (Longobárd) Jakab csanádi püspök, Dancs zólyomi és liptói ispán és sok más nemes utazott. A nápolyi király közben kiadott rendeleteiből az a következtetés vonható le, hogy a nápolyi udvar nem tudott arról, hogy Károly Róberttel melyik herceg érkezik Nápolyba.
A Villani krónikája szerint a magyar király és kísérete július utolsó napján érkezett meg Bastia városába. Manfredoniában nagybátyja János Durazzo hercege nagy tisztelettel fogadta és Nápolyig kísérte. Nápoly előtt Róbert király fogadta, a városba érkezésük után nagy ünnepély vette kezdetét. XXII. János pápa 1332. augusztus 30-án a magyar királyhoz írt levelében örömét fejezte ki Károly Róbert Nápolyba érkezése miatt.
Az új eljegyzés – ünnepélyes keretek között, a két király és Sancia királyné, valamint a két ország jelenlévő főurainak eskütételével – a hatéves András és a hétéves Johanna között 1333. szeptember 26-án történt meg. Másnap Róbert király Andrást Calabria hercegévé tette meg, a kiskorú jegyespárnak a Castel Nuovóban külön udvartartást rendeztek be.

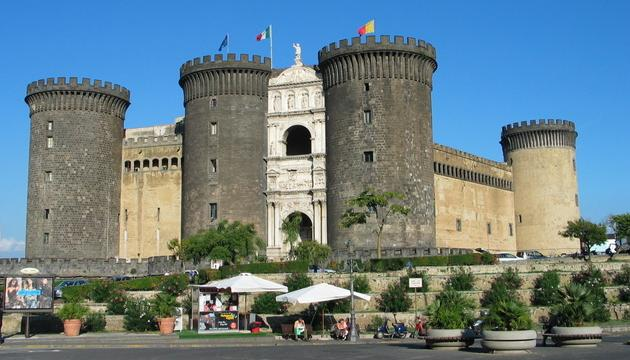
Castel Nuovo

A házassági szerződést a pápa 1333. november 18-án hagyta jóvá. A szerződés szerint András a törvényes kor elérésekor veszi majd feleségül Johannát. Ha Johanna időközben elhalálozna, akkor András Johanna húgát, Máriát vette volna feleségül. Ha viszont András nem érné meg a törvényes kort, akkor Johannát vagy Máriát a magyar király később kijelölendő egyik fia veszi majd feleségül. A szerződésben nincs utalás vagy kikötés András herceg későbbi királlyá koronázására vonatkozóan - ennek a krónikákba történő beépülése a későbbi események következménye. A nápolyi király október 18-án, az eljegyzési költségekhez való hozzájárulás végett alattvalóinak írt felszólításában, indokként csak Johanna, mint leendő királynő jogára hivatkozott.
Károly Róbert 1334 tavaszán tért vissza Magyarországra, a visszautat szintén Csór Tamás készítette elő.
A király március hónapban épségben visszatért és azok is mind jó egészségben, akik elkísérték őt, fiát azonban otthagyta, de nem megkoronázva, ahogyan óhajtotta, hanem nagybátyjának, Róbert királynak gyámsága és védelme alatt.
A következő év nyarán a magyar király Csór Tamást újra Nápolyba küldte, Tamás úr valószínűleg mindent rendben talált, mert augusztus 27-én már ismét Magyarországon volt. A következő nyolc évről nincs Andrással kapcsolatos érdemi információ. A későbbi történések azt igazolják, hogy Róbert a magyar királlyal kötött szerződéstől nem tért el. András herceget már megérkezésekor megkedvelte, a Nápolyban élő magyar udvarnokok némelyikének adományt is adott. Róbert az esküvő időpontját 1342 húsvétjának negyednapjára tűzte ki. Erről a Nápolyi Királyság tartományait – és bizonyára a magyar királyi udvart is – már az előző év augusztusában értesítette. Károly Róbert magyar király 1342. július 16-án halt meg, így az esküvő megtartásáról még biztosan értesült. A meghívó szerint az esküvőt húsvét napján (március 31.) András herceg ünnepélyes lovaggá ütése előzi meg.

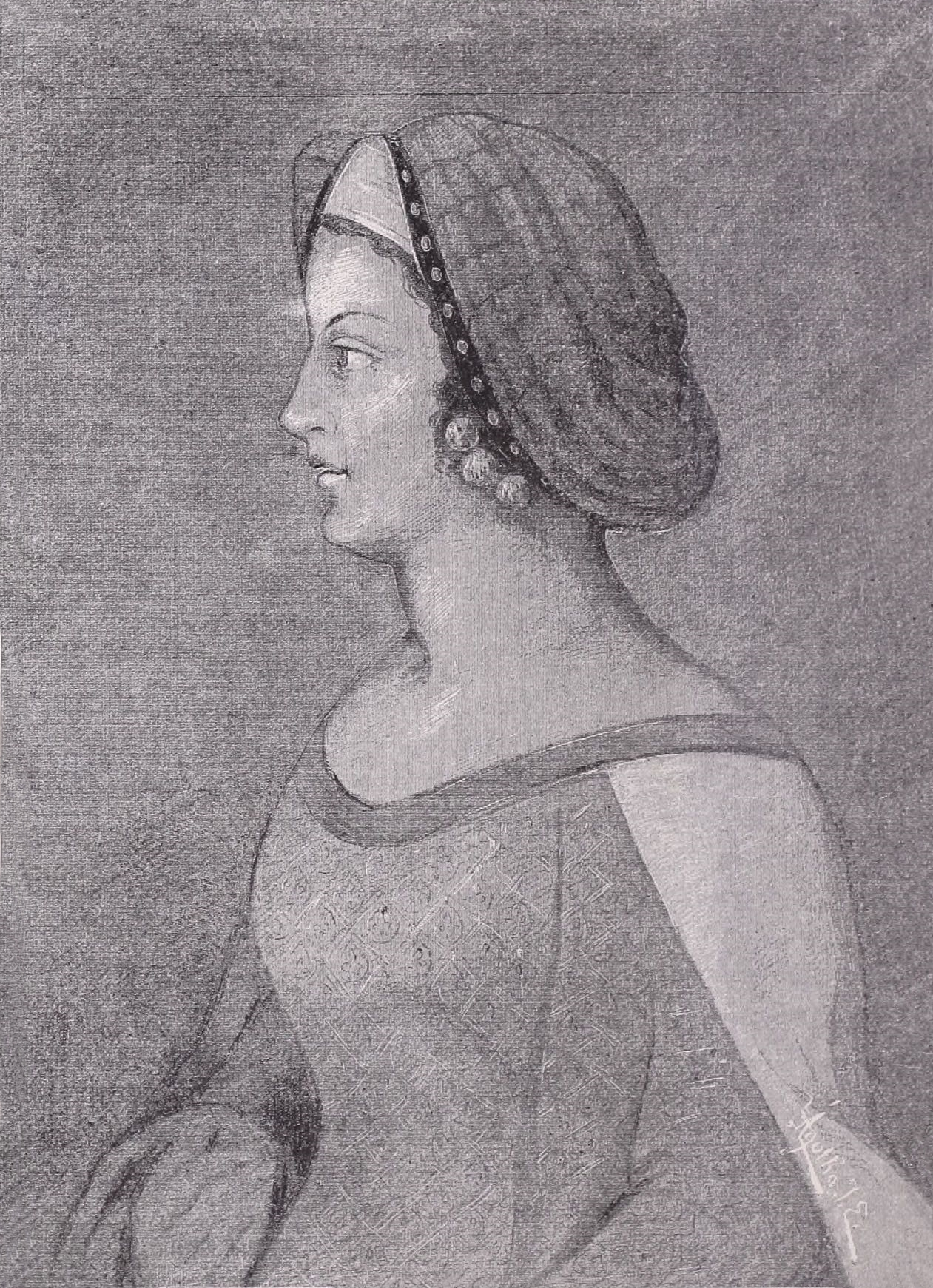
Ágotha Imre Ede rajza Giotto di Bondone falfestménye alapján

1342 áprilisában meghalt XII. Benedek pápa, az új pápát, VI. Kelement májusban választották meg. Felszentelését követően, Róbert nápolyi király hódolati esküjének átvételével Aymerik bíborost bízta meg. Más elfoglaltságai miatt a bíboros csak a következő évben érkezett Nápolyba, ahol Róbert királyt már nem találta életben.
A „Bölcs”-nek nevezett Róbert nápolyi király 1343. január 19-én távozott az élők sorából. Végrendeletét három nappal előtte, január 16-án, tanúk – Sancia királyné, Johanna és András herceg, Mária hercegnő, és más bárók – jelenlétében rögzítették írásba, melynek megtartását a jelenlévők esküvel is megfogadták.

#### Róbert nápolyi király végrendelete
Végrendeletében trónörökösként Johannát és Máriát jelölte meg – András mint a királynő férje uralkodhat. Utasítása szerint, ha Johanna törvényes utódok nélkül halna meg, úgy a trónra Mária válik jogosulttá. András ez esetben a salernói hercegséget kapja, melyet mint a nápolyi királynő és király hűbérese birtokolhat. A végakarat szerint Johanna és András, illetve Mária 25 éves korukig nem vehetnek részt a kormányzásban, ha a tilalom ellenére ezt mégis megtennék, akkor minden intézkedésük és rendeletük érvénytelennek és hatálytalannak tekintendő. A trónörökösök 25 éves koráig a kormányzást egy öttagú kormánytanács látja el, melynek tagjai Sancia özvegy királyné, Fülöp cavailloni püspök - kancellárhelyettes, Filippo di Sanguieto Altofiume grófja, Goffredo Marzano Squillace grófja, a királyság főtengernagya és Carlo de Artois Sant’Agata de’ Goti grófja.
Róbert király arról is rendelkezett, hogy Máriát Lajos magyar király vegye feleségül. Ha azonban ez a házasság – Lajos cseh eljegyzése, illetve házassága miatt - már nem jöhet létre, akkor Mária a francia király legidősebb fiához vagy annak öccséhez menjen feleségül. Végrendeletében kitért még a királyság egységének - Provence és Forcalquier – megtartására vonatkozóan is.
Végrendelete, elődei végrendeleteihez hasonló eredményességgel érvényesült.

#### Hatalmi viszonyok alakulása a nápolyi udvarban
Róbert nápolyi király végrendelete nem tartalmaz az érintettek megkoronázására vonatkozó utalást. Az önálló uralkodás feltételeként szokatlanul magas életkor betöltését írta elő, így a koronázás, végrendelete értelmében 1351–1352 előtt még nem is lett volna esedékes.
1343 augusztusáig a kormányzás az elhunyt király végakaratának megfelelően folyt – az elsődleges trónörökösként kijelölt Johanna a rendeleteket a kormánytanács helybenhagyása mellett írta alá – ezt követően azonban már függetlenül kezdett intézkedni. A kormányzásban valószínűleg zavarok keletkezhettek, ugyanis a pápa november végén Aymerik bíborost Nápolyba küldte a rendeletek felülvizsgálata céljából. VI. Kelemen egy évvel Róbert halálát követően – megkérdőjelezve Róbert rendelkezésének jogosságát a kormánytanács kijelölésére – kijelentette, hogy a királyság kormányzását érintő kérdésekben egyedül a Szentszék az illetékes.
Az új pápa már Róbert halálát követően hozzájárult az elhunyt király végrendelkezésének semmibevételéhez, ugyanis Mária hercegnő és Durazzói Károly 1343. március 26-án megkötött házasságához az előzetes diszpenzációt kiadta. VI. Kelemen – a XXII. János által képviseltektől eltérően – valószínűleg más érdekeket képviselt. A II. Károly által taníttatott XXII. János a nápolyi király, VI. Kelemen pedig a francia király feltétlen híve volt. A probléma valódi okait a Valois Fülöp francia király által felkarolt házassági terv körül – ami elől még XXII. János pápa, Róbert álláspontját képviselve kitért - kell keresnünk.
A nápolyi udvar részét képező tarantói és durazzói párt nem nézte jó szemmel Róbert király magyar szövetségét. Ehhez jogalapul II. Károly végrendelete is szolgálhatott. Tevékenységük egymás háttérbe szorítására és a két királyi hercegnő kezének megszerzésével, hatalmuk biztosítására irányult. Céljaik elérésének legfőbb akadályát így András herceg jelentette.
Jelentősebb befolyással a tarantói párt rendelkezett. A tarantói hercegné, II. Katalin címzetes konstantinápolyi latin császárnő a francia királyon – féltestvérén – keresztül találta meg a kapcsolatot a pápai udvarral. A fiatalon – 1331-ben - megözvegyült hercegné fő támasza, a firenzei kereskedőből rövid idő alatt felemelkedett Niccolò Acciajuoli volt. Az eszes és eszközökben nem válogató Acciajuoli a tarantói hercegek nevelője és birtokaik kormányzója lett. A durazzói párt élén a szintén özvegy - Durazzói János 1335-ben halt meg - és francia származású Périgord Ágnes állt. A Durazzók érdekeit a pápai udvarban Ágnes fivére, Talleyrand kardinális képviselte.
A két hercegnő hatalmi ügyeik viteléhez megfelelő segítőket talált a nápolyi udvarban is.
Johanna nevelése Filippa de Cathania kezében volt. Róbert király halálát követően a nápolyi udvarba érkező Petrarca – Johanna udvari papja – „sok farkas őrizetére bízott két bárányt lát és országot király nélkül”.

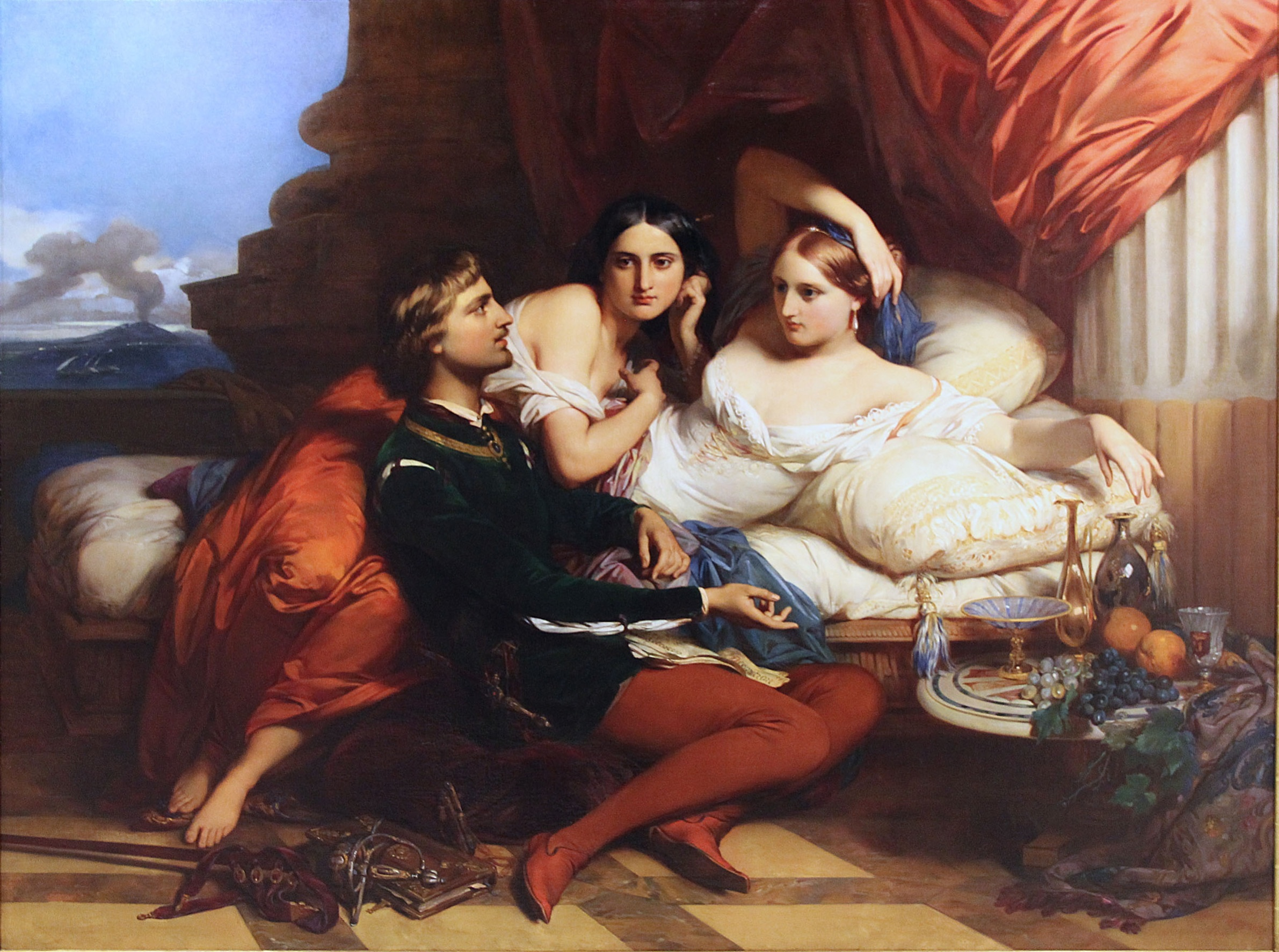
Boccaccio, Johanna udvarában - Gustaf Wappers festménye

Az udvarban tartózkodott Giovanni Boccaccio is – aki léhább erkölcsi felfogása ellenére – munkáiban az udvari erkölcsök szintén elriasztó rajzát adja. Közben azonban Johanna züllött udvara „ mint valami közönséges csapszék a világ gúnytárgyává vált ” - írta a kortárs olasz szerző. Johannát férfiak egymással versengő hada zsongta körül.
András herceg magyar környezete és Fra Roberto (Robertus de Mileto) – a Róbert által András mellé rendelt ferences szerzetes – megpróbálta a herceget elszigetelni a léha udvari környezettől, ezek a törekvések és a magyar királyi udvar beavatkozási kísérletei akaratlanul is a tragédia előidézőjévé váltak. Teljes erővel indult meg a kettős küzdelem András kiszorítására és a gyűlölt magyar befolyás teljes letörésére.
Johanna a Nápolyba érkező Aymerik bíboros előtt 1344 augusztusában tette le a hűbéri esküt, András herceg ezen az eseményen mint tanú volt jelen. Sancia királyné kolostorba vonult, Aymerik bíborost a pápa a kialakult ellentétek miatt, Johanna és a francia király sürgetésére visszahívta. A visszahívás ügyében a nápolyi udvar részéről Durazzói Lajos járt el, megbízatásai közé tartozott András megkoronázásának halogatása is – hivatkozva arra, mivel a magyarok Avignonban pénzzel dolgoztak, ő is azonos eszközöket használt. Johanna Artois Károlyt (Artus Károly) főkamarássá, Cabanis Róbertet pedig főudvarmesterré nevezte ki. Az új pápai megbízott – 1345 elején – Vilmos chartresi püspök lett, akit a pápa Nápolyba küldött, hogy az ellentéteket szító, név szerint megjelölt hét udvarnokot és négy udvarhölgyet távolítsa el. 1345. június 14-én a pápa engedélyt adott a fiatal párnak, hogy magukat megkoronáztassák. Ugyanakkor intette Johannát, hogy ne ellenezze tovább András megkoronázását és felszólította, hogy a koronázás céljából minél előbb menjenek Avignonba. A pápa augusztus elején Johannához írt levele örömmel nyugtázta a rend helyreálltát.
A koronázási bullát VI. Kelemen 1345. szeptember 20-án – András herceg temetése napján – állította ki, rendelkezése szerint a királyi párnak nem kell Avignonba mennie, a koronázást Vilmos püspök fogja végezni. András hercegnek ezt megelőzően – a kiközösítés terhe mellett – esküt kell tennie a pápa által megerősített örökösödési rendre vonatkozóan – Johanna utód nélküli halála esetén a trónt Mária örökli. Ugyanakkor felhívással fordult a tarantói és durazzói hercegekhez is, hogy többé ne akadékoskodjanak.

#### A magyar királyi ház fellépési kísérletei
A magyar királyi udvar András herceg megkoronázása és tényleges királyi hatalmának biztosítása ügyében már közvetlenül Róbert nápolyi király halála után megpróbált fellépni. Nagy Lajos magyar király leendő apósának Károly morva őrgrófnak közbenjárását kérte öccse ügyének támogatásához. 1343. február 25-én a magyar király IV. Frigyes osztrák herceg társaságában Prágában tartózkodott, Károly a pápa támogatásának megszerzése céljából Preujló boroszlói püspököt küldte Avignonba. Levelében a magyar király őseinek az egyház szolgálatában tett érdemeire hivatkozva kérte VI. Kelement, András ügyének rendezésére.
András herceg és magyar környezetének tájékoztatása - felismerve a nápolyi udvar megváltozott erőviszonyait - a magyar királyi házat arra az elhatározásra késztette, hogy Erzsébet királyné fia érdekeinek képviseletében még az évben személyesen induljon Nápolyba. A magyar királynét nápolyi útjára többek között Küküllei János is elkísérte, a Thuróczi–krónika részeként fennmaradt munkájában erről az alábbiak szerint tudósít:
… az Úr 1343. évében – június 8-án - tisztes kísérettel, valamint úrnők és nemesleányok, bárók, lovagok és szolgák sokaságával elindult Itáliába, a királyi felségnek megfelelően sok és nagy pompával ment és haladt, a költségekre 27 ezer márka tiszta ezüstöt és 17 ezer márka tiszta aranyat vitt magával. Fia Lajos úr, Magyarország királya 4 ezer márka válogatott aranyat küldött utána. A forintokból csaknem fél szekérnyi volt vele, a kis denárokból pedig az ország elhagyásáig sok. A királyné számára a velenceiek igen tisztes és hasznos szolgálatot nyújtottak, ugyanis a királynénak saját költségükön felszerelt két hajóval szorgosan szolgáltak a tengeren való átkelés teljes időszakában. A tengeren igen békésen átjutván megérkezett Apuliába, ahol fia András király ment eléje feleségével, Johanna úrnővel, és ők Erzsébet királyné úrnőt nagy ünnepélyességgel és tisztelettel fogadták, és így mindenki örömére Szent Jakab apostol ünnepét megelőző napon – július 24-én – Nápolyba vezették. Midőn tehát Nápolyban Magyarország királynéja megszállt, tanácsot tartván ünnepélyes követeket küldött az Apostoli Szentszékhez …
A magyar királyné Szentszékhez küldött követségének tagjai voltak többek között Nagymartoni Pál országbíró, Vasvári Vid nyitrai püspök és Csór Tamás is. A magyar követség, Sancia nápolyi királyné és Johanna követségével egyidejűleg indult Avignonba. A magyar királyné követelésére és a nápolyi küldöttség kérésére, az 1344. január 19-i konzisztóriumon Aymerik bíboros indítványa alapján került sor András herceg királlyá koronázásának engedélyezésére. Az engedély megadásáról VI. Kelemen pápa a herceget és a három királyi asszonyt 1344. február 2-án levélben értesítette – ezen levél kézhezvételétől Johanna Andrást már királynak nevezi. A királyi cím felvételére azonban Johanna férjeként és nem pedig egyeduralkodóként kerülhetett sor.
Időközben a magyar királyné a nápolyi érsekkel és egész kíséretével Rómába ment, ahol város előkelői nagy tisztelettel fogadták, október elején tért vissza Nápolyba.
… és látta, hogy menye, Johanna úrnő kevély meg nagyravágyó, és a megszokott emberi mértéken túl van, vágyakozik az e világi dicsőségre, férje András király iránt nem mutat királyi tiszteletet, és látható, hogy minden akarata – még a lehetőségén túl is – az, hogy őt megfossza a koronától és az országtól …
Erzsébet királyné 1344. február 25-én – a pápa levelének kézhezvételét követően – indult vissza Nápolyból és május 21-én érkezett meg Visegrádra.
Elutazása előtt a legbefolyásosabb urak közül, a köztiszteletben álló Bertrando del Balzo (Bertrand de Baux) országbíró vállalt kezességet András sértetlenségéért. Avignonból a magyar követek a Szentszék 44 ezer márkás igényével tértek haza, melyet újabb követek által a velencei domonkosoknál helyeztek letétbe.

## Az aversai tragédia

### Az összeesküvés és a gyilkosság résztvevői
Az udvari összeesküvésben két jelentős befolyással bíró család közvetlenül is részt vett. A Johanna által 1344-ben főkamarássá kinevezett Artus Károly és a főudvarmesterré, majd a tragédia előtt egy hónappal főkapitánnyá is kinevezett Cabanis Róbert családja. A kormánytanács tagjának Artus Károlynak felesége Niccolò Acciajuoli nővére, Andrea volt – így a felgöngyölítetlen szálak Valois Katalinhoz, Acciajuoli támaszához vezetnek. A gyilkosság egyik főszereplője – aki a hurkot András nyakába dobta – Artus Károly fia Artus Bertrand volt, de segédei között apja is tevékenyen közreműködött.
Cabanis Róbert – akit már Aymerik bíboros is meg akart fosztatni az állásától – anyjával Filippával és testvérével Sanciával, főként az előkészítésben és szervezésben jeleskedtek. Ezen családhoz tartozott még Artus Bertrand másik segédje, Gasso Dynisiac (főmarsall) – Filippa veje – és egy udvarhölgy, Margherita di Ceccano is.
Artus Bertrand, Cabanis Róbert és a gyilkosság egy másik résztvevője Jacopo Capano – állítólag – szerelmi viszonyt is folytatott Johannával. Az összeesküvés szűkebb körének résztvevői már június hónapban összejövetelt tartottak Capuában, ahol új személyek bevonásáról döntöttek – de időközben Sancia által már méreggel is próbálkoztak.
A capuai gyűlést követően további udvari ifjakat és András közvetlen környezetéből is újabb személyeket vontak be. Ezek némelyike előtte adományt és évjáradékot is kapott. Így az összeesküvők köre jelentősen kibővült. A teljesség igénye nélkül felsorolható személyek: Giovanni di Lagonessa, Rostanio di Lagonessa, Thommaso Pace két fia és Nicola di Mellizano – mint Artus Bertrand további közvetlen segítői a gyilkosság végrehajtásában, Raymondo de Cathania királyi udvarmester, Caracciolo testvérek – Enrichetto főajtónálló, Corrado d’Unfredo di Montefusco – András herceg ajtónállója, Pietro d’Unfredo di Montefusco – Johanna titkára, Paccio Mambriccio di Tropea – kamarás és istállómester, Francesco de Luco – komornyik, Thommaso Pace teremőr, Corrado di Catanzaro, Cecco di Quinserino, Bertholdo Bulgari, Pietro di Pino, Giovanni Pobosello. A későbbiek során Nagy Lajos magyar király az összeesküvők létszámát nyilván túlzóan, de mintegy kétszázra becsülte.
A tragédiát követően, a Johanna-párti források András herceg jellemét igyekeztek kedvezőtlen színben beállítani. A cselekmények közvetlen ismerői - VI. Kelemen pápa, Petrarca, Boccaccio, Cola di Rienzo – viszont egybehangzóan a legnagyobb dicsérettel emlékeztek meg a magyar hercegről. Vannak utalások arra is, hogy András egyre fenyegetőbben lépett fel – ellenfelei nem láttak más kiutat és elszánták magukat a gyilkosságra. A megfelelő alkalmat a végrehajtásra Sancia királyné 1345. július 28-án bekövetkezett halála, valamint a Szicília ellen augusztus 17-én megkezdett háború is megalapozta.

### A gyilkosság

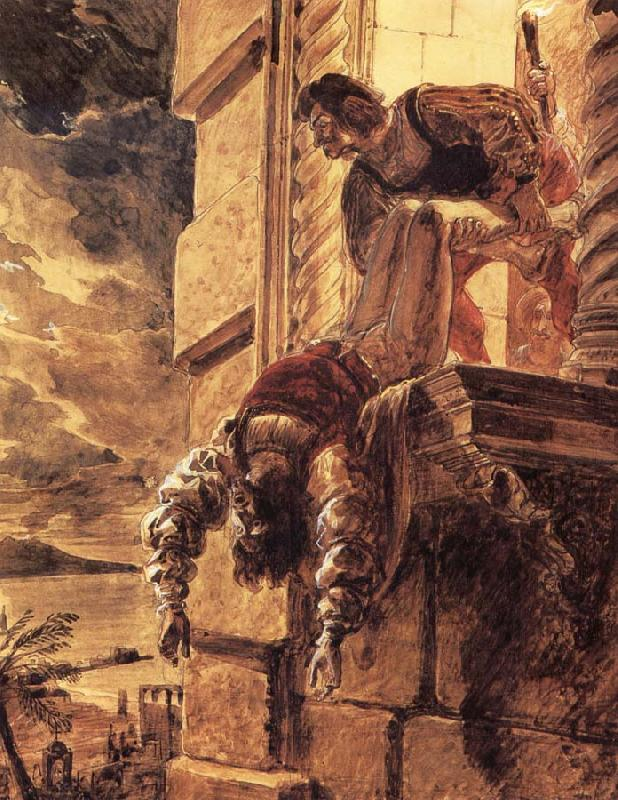
Karl Brjullov: András herceg halála

Az Aversába való kimenetel időpontja – a Nápolyban és az Aversában kiadott oklevelek alapján – szeptember 12-re vagy 13-ra tehető. Szeptember 18-án az egész napi vadászat és az azt követő lakoma után, a királyi pár a szolgálattevő személyzettel a San Pietro a Maiella-kolostorban szállt meg. András herceg magyar kíséretét, az ő utasítására Aversa várában helyezték el. A gyilkosságra az éjszaka közepén, de még 18-án került sor, leírása többféle változatban is fennmaradt: Chronicon Estense (Johanna-ellenes verzió), Chronicon Mutinense (Johanna-párti verzió).
Az eseményeket a Villani-krónika az alábbiak szerint örökítette meg:
…éjnek idején szeptember 18-án kamarásainak s felesége egyik szobaleányának rendeletére s árulásával az alábbírott árulók felszólítására kihívatták, hogy keljen fel, mert fontos hírek érkeztek Nápolyból. Neje biztatására felkelt s kiment a szobából. Nejének, a királynőnek szobalánya háta mögött rögtön bezárta a szobaajtót. A teremben Carlo d'Artuggio s fia, Tralizzo grófja, néhányan a Leonessa s a Stella grófok közül, a nagy marsal, Jacopo Capano úr, kiről nyíltan beszélték, hogy viszonyt folytat a királynővel, Pace da Turpia két fia s Nicola da Mirizzano nevű kamarásai megragadták az említett András királyt, kötelet vetettek a nyakába, azután a szobának a kertre nyíló erkélyére akasztották, azon árulók egy része alulról lábainál fogva addig rángatta, míg megfojtották.
A dulakodás okozta lármára András herceg dajkája Izabella („Domina Ysabella, domicella Ungara”) figyelt fel, aki András holttestét – nyakában a hurokkal – a kertben, a segítségül hívott barátokkal együtt találta meg. A holttestet a templomba vitték, és reggelig imádkoztak mellette. Johannát is értesítették, de ő reggelig nem hagyta el szobáját, ekkor a gyülekező nép elől a várba ment – szeptember 24-én, egy ekkor kiadott oklevél szerint még ott tartózkodott.
A Villani-krónika szerint, András magyar dajkája tanúja volt az eseménynek. Amikor a magyar lovagok megérkeztek, mindent elmondott nekik magyarul, hogy a nápolyiak ne értsék.
Johanna szeptember 22-én Aversából a firenzei köztársasághoz írt levelében a tragédiát András könnyelműségére vezette vissza, szerinte András nem hallgatva mások tanácsára önként indult sétára a parkba. Johanna a magyar királyi udvart a tropeai püspök útján értesítette.

### Temetése, síremléke
ANDREAE CAROLI UBERTI PANNONIAE REGIS F.
NEAPOLITANOR.REGI
JOANNAE UXORIS DOLO ET LAQUEO NECATO
URSI MINUTULI PIETATE HIC RECONDITO
NE REGIS CORPUS INSEPULTUM SEPULTUMVE FACINUS
POSTERIS REMANERET
FRANCISCUS BERARDI F. CAPYCIUS
SEPULCHRUM TITULUM NOMENQ.
P.
MORTUO ANNOR.XIX.
MCCCXLV
András herceg holttestét másnap Durazzói Károly vitette be Nápolyba, a San Gennaro székesegyház Szent Lajos-kápolnájába történt temetéséről Ursillo Minutolo nápolyi kanonok gondoskodott. Meggyilkolt férje lelki üdvéért, Johanna 1345. október 27-én rendelt misét.

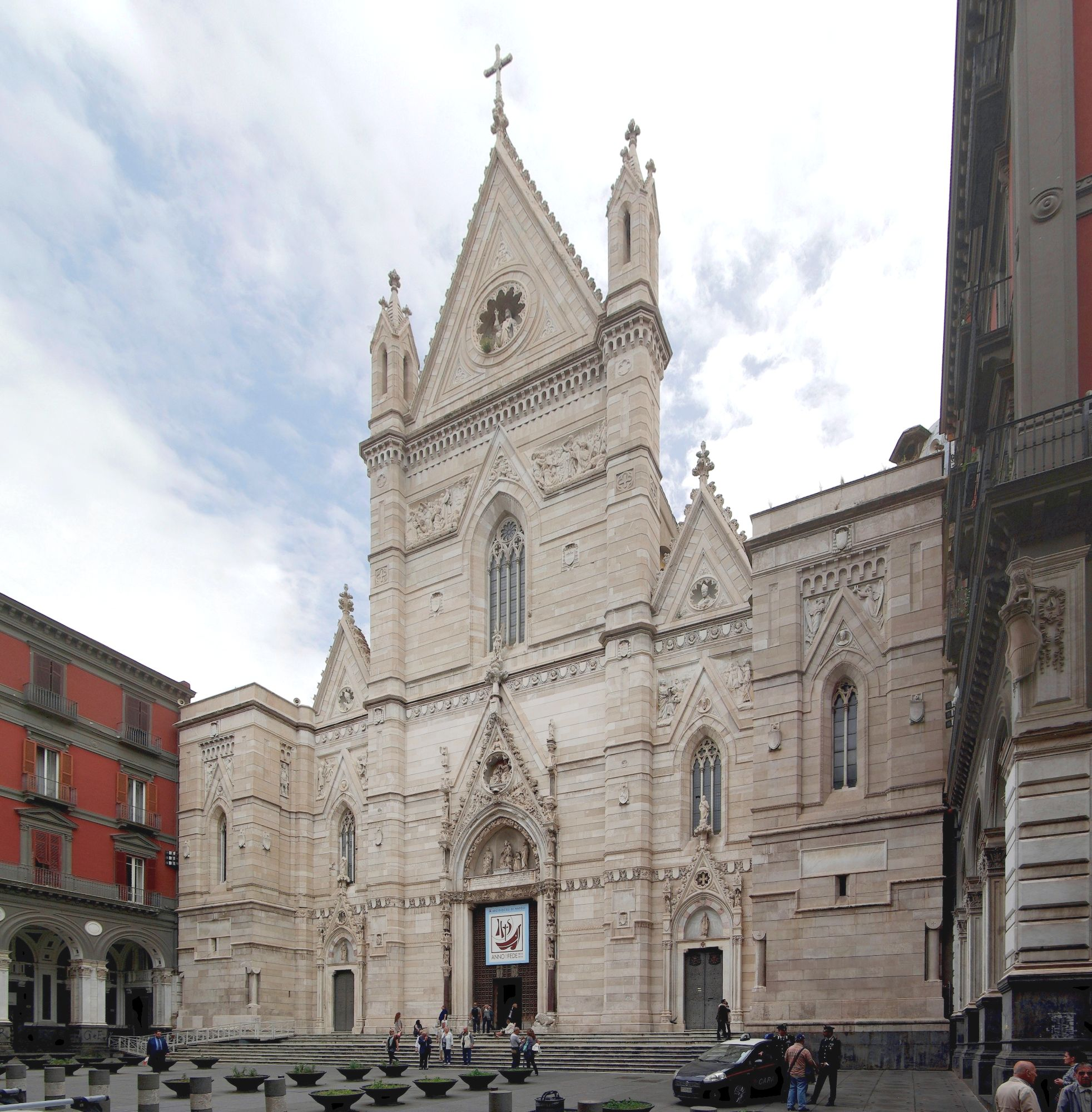
San Gennaro

A sírt időközben áthelyezték, a jelenleg látható fehérmárvány síremléket Francesco Capece nápolyi kanonok készíttette, melyen a következő felirat olvasható:
Andrásnak, Károly Ubert Pannonia királya fiának, a nápolyiak királyának, kit felesége, Johanna ármánya és kötele megölt, Orso Minutulo kegyessége ide elhelyezett, nehogy a király teteme temettetlen maradjon és a gonosz tett az utódok előtt el legyen temetve (födve), Berardi fia Capece Ferencz állította e sírkövet a 19. évében 1345 szeptember 17-én megholtnak.

## Utóhatások - következmények
Néhány nappal a gyilkosságot követően – más forrás szerint a temetés napján – egy alárendelt udvaroncot (Thommaso Pace) kivégeztek. Johanna a gyanúsított egyéneket továbbra is megtűrte az udvarban, egészen az 1346 elejére tehető lázadásig. András herceg magyar dajkája a királynő mellett maradt és az 1345. december 25-én megszületett Martell Károly dajkája lett. Martell Károlyt születésének másnapján a cavailloni püspök keresztelte meg.
A marseille-i polgárok már 1345 decemberében kérelemmel fordultak a pápához, hogy az járjon el a gyilkosokkal szemben, az iratokból kitűnőleg Johannát nem gyanúsították. A pápa
február 1-jén, a lehető legnagyobb egyházi és világi büntetést helyezte kilátásba a gyilkosok számára. A forrongások Nápolyban februárban kezdődtek, a bűnösök felelősségre vonására - de nem Johanna ellen – irányultak.
Március elején – a hatalmi játszmában – fellázított nép a három durazzói herceggel és Róbert tarantói herceggel az élén a Castel Nuovo elé vonulva elfogta a fegyvereseivel fellépő királyi udvarmestert Raymondo de Cathaniát, és annak vallomása alapján kikényszerítette a gyanúsítottak kiadását. A Chronicon Siculum szerint már március 6-án és 9-én folytak kínvallatások és kivégzések, ezt követően pedig augusztus 2-án és 7-én.
A királynő – mivel gyanú merült fel ellene, vagy más okból – a vizsgálat megindítását teljesen a pápára hagyta. A hivatalos pápai bullát csak 1346. június 3-án adták ki Avignonban. A pápától Bertrand de Baux országbíró június 5-én kapott megbízást a vizsgálat megindítására, Nápolyban Johanna a pápai bullát csak július 4-én hirdette ki. Augusztus elején Gasso Dynisiacot, Cabanis Róbertet és további két főt a kínvallatások során kivégeztek. Az ítéletet október 7-én hirdették ki. November 20-án, kínvallatását követően Sancia asszonyt máglyán megégették. Anyja Filippa, fogvatartása alatt, december 29-én vesztette életét. Artus Károly és fia Bertrand Sant'Agata várába zárkóztak, Valois Katalin közreműködésével a pápai hatóság kezébe kerültek, fogvatartásuk alatt – Károly még augusztus végén, vagy szeptember elején Beneventben – valószínűleg mérgezés áldozatai lettek.
1346. szeptember 20-án meghalt Valois Katalin. Bertrand de Baux illetékessége Johannára nem terjedt ki, a szentszék ezért Bertrand Deus bíborost bízta meg a vizsgálattal – a bíboros csak november 20-án érkezett meg Nápolyba. A rend mielőbbi helyreállítása céljából Johanna letételét javasolta, a vizsgálat lefolytatása nem történt meg, pedig a pápa a küszöbön álló háború miatt – látszólag – sürgette.
Nagy Lajos válaszát Johannának 1345. november 29-én keltezte, mentegetődzését nem fogadta el, szigorú megtorlást helyezett kilátásba. Avignonba küldött követei útján 1346 elején, Johannát már bűnrészességgel is vádolta. A magyar királyi ház kezdetben diplomáciai úton próbált fellépni. Nagy Lajos látva, hogy békés úton nem tud eredményt elérni, 1347 júniusában megindította eső nápolyi hadjáratát. A második nápolyi hadjárat alatt – pápai közvetítéssel – Johannával kötött fegyverszüneti megállapodás szerint, Johanna bűnrészességében a pápa és bíbornokai döntenek – a per lefolytatásáról nincs hiteles bizonyíték.
Johannát második férjével Tarantói Lajossal együtt, 1352. május 23-án Rómában koronázták meg.